# Seznam ocenění a nominací filmu La La Land
Toto je seznam ocenění a nominací filmu La La Land. Romantický film La La Land režiséra Damiena Chazelleho byl do amerických kin uveden 16. prosince 2016.

## Ocenění a nominace
| Ocenění                                       | Datum ceremoniálu  | Kategorie                                        | Nominovaný                                              | Výsledek  |
| --------------------------------------------- | ------------------ | ------------------------------------------------ | ------------------------------------------------------- | --------- |
| AACTA International Awards                    | 8. ledna 2017      | Nejlepší film                                    | La La Land                                              | vítězství |
| AACTA International Awards                    | 8. ledna 2017      | Nejlepší režisér                                 | Damien Chazelle                                         | nominace  |
| AACTA International Awards                    | 8. ledna 2017      | Nejlepší herec                                   | Ryan Gosling                                            | nominace  |
| AACTA International Awards                    | 8. ledna 2017      | Nejlepší herečka                                 | Emma Stoneová                                           | vítězství |
| AACTA International Awards                    | 8. ledna 2017      | Nejlepší scenárista                              | Damien Chazelle                                         | nominace  |
| AARP Annaul Movies for Grownups Awards        | 6. února 2017      | Nejlepší film                                    | La La Land                                              | nominace  |
| AARP Annaul Movies for Grownups Awards        | 6. února 2017      | Nejlepší komedie                                 | La La Land                                              | vítězství |
| ACE Eddie Awards                              | 27. ledna 2017     | Nejlepší střih - komediální nebo muzikální film  | Tom Cross                                               | vítězství |
| African-American Film Critics Association     | 8. února 2017      | Nejlepších deset filmů roku                      | La La Land                                              | 5. místo  |
| Alliance of Women Film Journalist             | 21. prosince 2016  | Nejlepší film                                    | La La Land                                              | nominace  |
| Alliance of Women Film Journalist             | 21. prosince 2016  | Nejlepší režisér                                 | Damien Chazelle                                         | nominace  |
| Alliance of Women Film Journalist             | 21. prosince 2016  | Nejlepší herec                                   | Ryan Gosling                                            | nominace  |
| Alliance of Women Film Journalist             | 21. prosince 2016  | Nejlepší herečka                                 | Emma Stoneová                                           | nominace  |
| Alliance of Women Film Journalist             | 21. prosince 2016  | Nejlepší původní scénář                          | Damien Chazelle                                         | nominace  |
| Alliance of Women Film Journalist             | 21. prosince 2016  | Nejlepší kamera                                  | Linus Sandgren                                          | nominace  |
| Alliance of Women Film Journalist             | 21. prosince 2016  | Nejlepší střih                                   | Tom Cross                                               | nominace  |
| Americký filmový institut                     | 8. prosince 2016   | Nejlepších deset filmů roku                      | La La Land                                              | vítězství |
| Art Directors Guild Awards                    | 11. února 2017     | Excelence v produkčním návrhu u současného filmu | David Wasco                                             | vítězství |
| Austin Film Critics Association               | 28. prosince 2016  | Nejlepší film                                    | La La Land                                              | 2. místo  |
| Austin Film Critics Association               | 28. prosince 2016  | Nejlepší režisér                                 | Damien Chazelle                                         | nominace  |
| Austin Film Critics Association               | 28. prosince 2016  | Nejlepší herec                                   | Ryan Gosling                                            | nominace  |
| Austin Film Critics Association               | 28. prosince 2016  | Nejlepší původní scénář                          | Damien Chazelle                                         | nominace  |
| Austin Film Critics Association               | 28. prosince 2016  | Nejlepší kamera                                  | Linus Sandgren                                          | vítězství |
| Austin Film Critics Association               | 28. prosince 2016  | Nejlepší skladatel                               | Justin Hurwitz                                          | vítězství |
| Benátský filmový festival                     | 10. září 2016      | Zlatý lev                                        | Damien Chazelle                                         | nominace  |
| Benátský filmový festival                     | 10. září 2016      | Green Drop Award                                 | Damien Chazelle                                         | nominace  |
| Benátský filmový festival                     | 10. září 2016      | Volpi Cup pro nejlepší herečku                   | Emma Stoneová                                           | vítězství |
| Boston Online Film Critics Association        | 10. prosince 2016  | Nejlepších deset filmů roku                      | La La Land                                              | 3. místo  |
| Boston Online Film Critics Association        | 10. prosince 2016  | Nejlepší režisér                                 | Damien Chazelle                                         | vítězství |
| Boston Society of Film Critics                | 11. prosince 2016  | Nejlepší film                                    | La La Land                                              | vítězství |
| Boston Society of Film Critics                | 11. prosince 2016  | Nejlepší režisér                                 | Damien Chazelle                                         | vítězství |
| Boston Society of Film Critics                | 11. prosince 2016  | Nejlepší střih                                   | Tom Cross                                               | vítězství |
| Chicago Frilm Critics Association             | 15. prosince 2016  | Nejlepší film                                    | La La Land                                              | nominace  |
| Chicago Frilm Critics Association             | 15. prosince 2016  | Nejlepší režisér                                 | Damien Chazelle                                         | nominace  |
| Chicago Frilm Critics Association             | 15. prosince 2016  | Nejlepší herečka                                 | Emma Stoneová                                           | nominace  |
| Chicago Frilm Critics Association             | 15. prosince 2016  | Nejlepší kamera                                  | Linus Sandgren                                          | vítězství |
| Chicago Frilm Critics Association             | 15. prosince 2016  | Nejlepší střih                                   | Tom Cross                                               | vítězství |
| Chicago Frilm Critics Association             | 15. prosince 2016  | Nejlepší skladatel                               | Justin Hurwitz                                          | nominace  |
| Chicago Frilm Critics Association             | 15. prosince 2016  | Nejlepší filmová architektura                    | La La Land                                              | nominace  |
| Critics' Choice Awards                        | 11. prosince 2016  | Nejlepší film                                    | La La Land                                              | vítězství |
| Critics' Choice Awards                        | 11. prosince 2016  | Nejlepší režisér                                 | Damien Chazelle                                         | vítězství |
| Critics' Choice Awards                        | 11. prosince 2016  | Nejlepší herec                                   | Ryan Gosling                                            | nominace  |
| Critics' Choice Awards                        | 11. prosince 2016  | Nejlepší herečka                                 | Emma Stoneová                                           | nominace  |
| Critics' Choice Awards                        | 11. prosince 2016  | Nejlepší původní scénář                          | Damien Chazelle                                         | vítězství |
| Critics' Choice Awards                        | 11. prosince 2016  | Nejlepší kamera                                  | Linus Sandgren                                          | vítězství |
| Critics' Choice Awards                        | 11. prosince 2016  | Nejlepší kostýmy                                 | Mary Zophres                                            | nominace  |
| Critics' Choice Awards                        | 11. prosince 2016  | Nejlepší střih                                   | Tom Cross                                               | vítězství |
| Critics' Choice Awards                        | 11. prosince 2016  | Nejlepší filmová architektura                    | David Wasco a Sandy Reynolds-Wasco                      | vítězství |
| Critics' Choice Awards                        | 11. prosince 2016  | Nejlepší skladatel                               | Justin Hurwitz                                          | vítězství |
| Critics' Choice Awards                        | 11. prosince 2016  | Nejlepší písnička                                | „Audition“ – Hurwitz, Pasek a Paul                      | nominace  |
| Critics' Choice Awards                        | 11. prosince 2016  | Nejlepší písnička                                | „City of Stars“ – Hurwitz, Pasek a Paul                 | vítězství |
| Dallas-Fort Worth Film Critics Association    | 13. prosince 2016  | Nejlepší film                                    | La La Land                                              | 3. místo  |
| Dallas-Fort Worth Film Critics Association    | 13. prosince 2016  | Nejlepší herec                                   | Ryan Gosling                                            | 4. místo  |
| Dallas-Fort Worth Film Critics Association    | 13. prosince 2016  | Nejlepší herečka                                 | Emma Stoneová                                           | 2. místo  |
| Dallas-Fort Worth Film Critics Association    | 13. prosince 2016  | Nejlepší režisér                                 | Damien Chazelle                                         | 2. místo  |
| Dallas-Fort Worth Film Critics Association    | 13. prosince 2016  | Nejlepší kamera                                  | Linus Sandgren                                          | vítězství |
| Dallas-Fort Worth Film Critics Association    | 13. prosince 2016  | Nejlepší skladatel                               | Justin Hurwitz                                          | vítězství |
| Detroit Film Critics Society                  | 19. prosince 2016  | Nejlepší film                                    | La La Land                                              | vítězství |
| Detroit Film Critics Society                  | 19. prosince 2016  | Nejlepší herec                                   | Ryan Gosling                                            | nominace  |
| Detroit Film Critics Society                  | 19. prosince 2016  | Nejlepší herečka                                 | Emma Stoneová                                           | vítězství |
| Detroit Film Critics Society                  | 19. prosince 2016  | Nejlepší režisér                                 | Damien Chazelle                                         | vítězství |
| Detroit Film Critics Society                  | 19. prosince 2016  | Nejlepší scénář                                  | Damien Chazelle                                         | vítězství |
| Filmová cena MTV                              | 7. května 2017     | Nejlepší polibek                                 | La La Land                                              | nominace  |
| Filmová cena MTV                              | 7. května 2017     | Nejlepší hudební moment                          | „City of Stars“                                         | nominace  |
| Florida Film Critics Circle                   | 23. prosince 2016  | Nejlepší film                                    | La La Land                                              | 2. místo  |
| Florida Film Critics Circle                   | 23. prosince 2016  | Nejlepší herec                                   | Ryan Gosling                                            | nominace  |
| Florida Film Critics Circle                   | 23. prosince 2016  | Nejlepší herečka                                 | Emma Stoneová                                           | 2. místo  |
| Florida Film Critics Circle                   | 23. prosince 2016  | Nejlepší režisér                                 | Damien Chazelle                                         | vítězství |
| Florida Film Critics Circle                   | 23. prosince 2016  | Nejlepší scénář                                  | Damien Chazelle                                         | nominace  |
| Florida Film Critics Circle                   | 23. prosince 2016  | Nejlepší kamera                                  | Linus Sandgren                                          | vítězství |
| Florida Film Critics Circle                   | 23. prosince 2016  | Nejlepší filmová architektura/produkční design   | La La Land                                              | vítězství |
| Florida Film Critics Circle                   | 23. prosince 2016  | Nejlepší skladatel                               | La La Land                                              | vítězství |
| Georgia Film Critics Association              | 13. ledna 2017     | Nejlepší film                                    | La La Land                                              | nominace  |
| Georgia Film Critics Association              | 13. ledna 2017     | Nejlepší režisér                                 | Damien Chazelle                                         | vítězství |
| Georgia Film Critics Association              | 13. ledna 2017     | Nejlepší herec                                   | Ryan Gosling                                            | nominace  |
| Georgia Film Critics Association              | 13. ledna 2017     | Nejlepší herečka                                 | Emma Stoneová                                           | nominace  |
| Georgia Film Critics Association              | 13. ledna 2017     | Nejlepší původní scénář                          | Damien Chazelle                                         | vítězství |
| Georgia Film Critics Association              | 13. ledna 2017     | Nejlepší kamera                                  | Linus Sandgren                                          | nominace  |
| Georgia Film Critics Association              | 13. ledna 2017     | Nejlepší výprava                                 | La La Land                                              | vítězství |
| Georgia Film Critics Association              | 13. ledna 2017     | Nejlepší skladatel                               | Justin Hurwitz                                          | vítězství |
| Georgia Film Critics Association              | 13. ledna 2017     | Nejlepší písnička ve filmu                       | „Audition“ – Hurwitz, Pasek a Paul                      | nominace  |
| Georgia Film Critics Association              | 13. ledna 2017     | Nejlepší písnička ve filmu                       | „City of Stars“ – Hurwitz, Pasek a Paul                 | vítězství |
| Hollywood Film Awards                         | 6. listopadu 2016  | Producent roku                                   | Marc Platt                                              | vítězství |
| Hollywood Film Awards                         | 6. listopadu 2016  | Kameraman roku                                   | Linus Sandgren                                          | vítězství |
| Hollywood Music in Media Awards               | 17. listopadu 2016 | Nejlepší původní instrumentální hudba ve filmu   | Justin Hurwitz                                          | nominace  |
| Hollywood Music in Media Awards               | 17. listopadu 2016 | Nejlepší písnička ve filmu                       | „Audition“ – Hurwitz, Pasek a Paul                      | nominace  |
| Hollywood Music in Media Awards               | 17. listopadu 2016 | Nejlepší písnička ve filmu                       | „City of Stars“ – Hurwitz, Pasek a Paul                 | vítězství |
| Hollywood Music in Media Awards               | 17. listopadu 2016 | Nejlepší hudební supervize filmu                 | Steven Gizicki                                          | nominace  |
| Houston Film Critics Society                  | 6. února 2017      | Nejlepší film                                    | La La Land                                              | vítězství |
| Houston Film Critics Society                  | 6. února 2017      | Nejlepší herec                                   | Ryan Gosling                                            | nominace  |
| Houston Film Critics Society                  | 6. února 2017      | Nejlepší herečka                                 | Emma Stoneová                                           | nominace  |
| Houston Film Critics Society                  | 6. února 2017      | Nejlepší režisér                                 | Damien Chazelle                                         | vítězství |
| Houston Film Critics Society                  | 6. února 2017      | Nejlepší scénář                                  | Damien Chazelle                                         | vítězství |
| Houston Film Critics Society                  | 6. února 2017      | Nejlepší kamera                                  | Linus Sandgren                                          | vítězství |
| Houston Film Critics Society                  | 6. února 2017      | Nejlepší skladatel                               | Justin Hurwitz                                          | vítězství |
| Houston Film Critics Society                  | 6. února 2017      | Nejlepší technické využití                       | La La Land                                              | vítězství |
| Houston Film Critics Society                  | 6. února 2017      | Nejlepší plakát                                  | La La Land                                              | vítězství |
| Houston Film Critics Society                  | 6. února 2017      | Nejlepší původní skladba                         | „Audition“ – Justin Hurwitz, Pasek and Paul             | nominace  |
| Houston Film Critics Society                  | 6. února 2017      | Nejlepší původní skladba                         | „Ciity of Stars“ – Justin Hurwitz, Pasek and Paul       | vítězství |
| Indiana Film Journalists Association          | 19. prosince 2016  | Nejlepší film                                    | La La Land                                              | nominace  |
| Indiana Film Journalists Association          | 19. prosince 2016  | Nejlepší režisér                                 | Damien Chazelle                                         | vítězství |
| Indiana Film Journalists Association          | 19. prosince 2016  | Nejlepší skladatel                               | Justin Hurwitz                                          | nominace  |
| IndieWire žebříček                            | 19. prosince 2016  | Nejlepší film                                    | La La Land                                              | 3. místo  |
| IndieWire žebříček                            | 19. prosince 2016  | Nejlepší režisér                                 | Damien Chazelle                                         | 2. místo  |
| IndieWire žebříček                            | 19. prosince 2016  | Nejlepší herečka                                 | Emma Stoneová                                           | 4. místo  |
| IndieWire žebříček                            | 19. prosince 2016  | Nejlepší herec                                   | Ryan Gosling                                            | 7. místo  |
| IndieWire žebříček                            | 19. prosince 2016  | Nejlepší scénář                                  | Damien Chazelle                                         | 10. místo |
| IndieWire žebříček                            | 19. prosince 2016  | Nejlepší skladatel                               | Justin Hurwitz                                          | 2. místo  |
| IndieWire žebříček                            | 19. prosince 2016  | Nejlepší kamera                                  | Linus Sandgren                                          | 2. místo  |
| IndieWire žebříček                            | 19. prosince 2016  | Nejlepší střih                                   | Tom Cross                                               | 3. místo  |
| Iowa Film Critics Association                 | 10. ledna 2017     | Nejlepší film                                    | La La Land                                              | vítězství |
| Iowa Film Critics Association                 | 10. ledna 2017     | Nejlepší režisér                                 | Damien Chazelle                                         | vítězství |
| Iowa Film Critics Association                 | 10. ledna 2017     | Nejlepší herec                                   | Ryan Gosling                                            | nominace  |
| Iowa Film Critics Association                 | 10. ledna 2017     | Nejlepší herečka                                 | Emma Stoneová                                           | nominace  |
| Iowa Film Critics Association                 | 10. ledna 2017     | Nejlepší skladatel                               | Justin Hurwitz                                          | vítězství |
| Kansas City Film Critics Circle               | 18. prosince 2016  | Nejlepší film                                    | La La Land                                              | nominace  |
| Las Vegas Film Critics Society                | 16. prosince 2016  | Nejlepší film                                    | La La Land                                              | vítězství |
| Las Vegas Film Critics Society                | 16. prosince 2016  | Nejlepší režisér                                 | Damien Chazelle                                         | vítězství |
| Las Vegas Film Critics Society                | 16. prosince 2016  | Nejlepší herec                                   | Ryan Gosling                                            | nominace  |
| Las Vegas Film Critics Society                | 16. prosince 2016  | Nejlepší herečka                                 | Emma Stoneová                                           | nominace  |
| Las Vegas Film Critics Society                | 16. prosince 2016  | Nejlepší původní scénář                          | La La Land                                              | vítězství |
| Las Vegas Film Critics Society                | 16. prosince 2016  | Nejlepší kamera                                  | Linus Sandgren                                          | vítězství |
| Las Vegas Film Critics Society                | 16. prosince 2016  | Nejlepší skladatel                               | Justin Hurwitz                                          | vítězství |
| Las Vegas Film Critics Society                | 16. prosince 2016  | Nejlepší výprava                                 | La La Land                                              | vítězství |
| Las Vegas Film Critics Society                | 16. prosince 2016  | Nejlepší filmová píseň                           | „City of Stars“                                         | vítězství |
| Las Vegas Film Critics Society                | 16. prosince 2016  | Nejlepší kostýmy                                 | Mary Zophres                                            | nominace  |
| Las Vegas Film Critics Society                | 16. prosince 2016  | Nejlepší střih                                   | Tom Cross                                               | nominace  |
| London Critics' Circle Film Awards            | 22. ledna 2017     | Film roku                                        | La La Land                                              | vítězství |
| London Critics' Circle Film Awards            | 22. ledna 2017     | Režisér roku                                     | Damien Chazelle                                         | nominace  |
| London Critics' Circle Film Awards            | 22. ledna 2017     | Herečka roku                                     | Emma Stoneová                                           | nominace  |
| London Critics' Circle Film Awards            | 22. ledna 2017     | Scenárista roku                                  | Damien Chazelle                                         | nominace  |
| London Critics' Circle Film Awards            | 22. ledna 2017     | Technické ocenění                                | Justin Hurwitz (hudba)                                  | nominace  |
| Los Angeles Film Critics Association          | 4. prosince 2016   | Nejlepší film                                    | La La Land                                              | 2. místo  |
| Los Angeles Film Critics Association          | 4. prosince 2016   | Nejlepší režisér                                 | Damien Chazelle                                         | 2. místo  |
| Los Angeles Film Critics Association          | 4. prosince 2016   | Nejlepší hudba                                   | Justin Hurwitz, Pasek a Paul                            | vítězství |
| Los Angeles Film Critics Association          | 4. prosince 2016   | Nejlepší kamera                                  | Linus Sandgren                                          | 2. místo  |
| Los Angeles Film Critics Association          | 4. prosince 2016   | Nejlepší sřih                                    | Tom Cross                                               | 2. místo  |
| Los Angeles Film Critics Association          | 4. prosince 2016   | Nejlepší výparava                                | David Wasco                                             | 2. místo  |
| Mezinárodní filmový festival v Hamptons       | 10. října 2016     | Ocenění publika                                  | Damien Chazelle                                         | vítězství |
| National Board of Review                      | 4. ledna 2017      | Top deset filmů                                  | La La Land                                              | vítězství |
| Národní společnost filmových kritiků          | 7. ledna 2017      | Nejlepší film                                    | La La Land                                              | 3. místo  |
| Národní společnost filmových kritiků          | 7. ledna 2017      | Nejlepší režisér                                 | Damien Chazelle                                         | 2. místo  |
| Národní společnost filmových kritiků          | 7. ledna 2017      | Nejlepší kamera                                  | Linus Sandgren                                          | 2. místo  |
| Nevada Film Critics Society                   | 20. prosince 2016  | Nejlepší kamera                                  | Linus Sandgren                                          | vítězství |
| Nevada Film Critics Society                   | 20. prosince 2016  | Nejlepší výparava                                | David Wasco a Sandy Reynolds-Wasco                      | vítězství |
| New York Film Critics Circle                  | 1. prosince 2016   | Nejlepší film                                    | La La Land                                              | vítězství |
| New York Film Critics Online                  | 11. prosince 2016  | Nejlepší film                                    | La La Land                                              | vítězství |
| New York Film Critics Online                  | 11. prosince 2016  | Nejlepších dvanáct filmů                         | La La Land                                              | vítězství |
| North Carolina Film Critics Association       | 2. ledna 2017      | Nejlepší film                                    | La La Land                                              | vítězství |
| North Carolina Film Critics Association       | 2. ledna 2017      | Nejlepší režie                                   | Damien Chazelle                                         | vítězství |
| North Carolina Film Critics Association       | 2. ledna 2017      | Nejlepší herec                                   | Ryan Gosling                                            | nominace  |
| North Carolina Film Critics Association       | 2. ledna 2017      | Nejlepší herečka                                 | Emma Stoneová                                           | vítězství |
| North Carolina Film Critics Association       | 2. ledna 2017      | Nejlepší původní scénář                          | Damien Chazelle                                         | nominace  |
| North Carolina Film Critics Association       | 2. ledna 2017      | Nejlepší kamera                                  | Linus Sandgren                                          | vítězství |
| North Texas Film Critics Association          | TBA                | Nejlepší film                                    | La La Land                                              | vítězství |
| North Texas Film Critics Association          | TBA                | Nejlepší režie                                   | Damien Chazelle                                         | vítězství |
| North Texas Film Critics Association          | TBA                | Nejlepší herec                                   | Ryan Gosling                                            | 2. místo  |
| North Texas Film Critics Association          | TBA                | Nejlepší herečka                                 | Emma Stoneová                                           | 2. místo  |
| North Texas Film Critics Association          | TBA                | Nejlepší kamera                                  | Linus Sandgren                                          | vítězství |
| Online Film Critics Society                   | 3. ledna 2017      | Nejlepší film                                    | La La Land                                              | nominace  |
| Online Film Critics Society                   | 3. ledna 2017      | Nejlepší režie                                   | Damien Chazelle                                         | nominace  |
| Online Film Critics Society                   | 3. ledna 2017      | Nejlepší herec                                   | Ryan Gosling                                            | nominace  |
| Online Film Critics Society                   | 3. ledna 2017      | Nejlepší herečka                                 | Emma Stoneová                                           | nominace  |
| Online Film Critics Society                   | 3. ledna 2017      | Nejlepší původní scénář                          | Damien Chazelle                                         | nominace  |
| Online Film Critics Society                   | 3. ledna 2017      | Nejlepší střih                                   | Tom Cross                                               | vítězství |
| Online Film Critics Society                   | 3. ledna 2017      | Nejlepší kamera                                  | Linus Sandgren                                          | vítězství |
| Oklahoma Film Critics Circle                  | 2. ledna 2017      | Nejlepší film                                    | La La Land                                              | vítězství |
| Oklahoma Film Critics Circle                  | 2. ledna 2017      | Nejlepší režisér                                 | Damien Chazelle                                         | vítězství |
| Oklahoma Film Critics Circle                  | 2. ledna 2017      | Nejlepší herečka                                 | Emma Stoneová                                           | nominace  |
| Oscar                                         | 26. února 2017     | Nejlepší film                                    | La La Land                                              | nominace  |
| Oscar                                         | 26. února 2017     | Nejlepší režisér                                 | Damien Chazelle                                         | vítězství |
| Oscar                                         | 26. února 2017     | Nejlepší herec                                   | Ryan Gosling                                            | nominace  |
| Oscar                                         | 26. února 2017     | Nejlepší herečka                                 | Emma Stoneová                                           | vítězství |
| Oscar                                         | 26. února 2017     | Nejlepší původní scénář                          | Damien Chazelle                                         | nominace  |
| Oscar                                         | 26. února 2017     | Nejlepší hudba                                   | Justin Hurwitz                                          | vítězství |
| Oscar                                         | 26. února 2017     | Nejlepší původní píseň                           | „Audition (The Fools Who Dream)“                        | nominace  |
| Oscar                                         | 26. února 2017     | Nejlepší původní píseň                           | „City of Stars“                                         | vítězství |
| Oscar                                         | 26. února 2017     | Nejlepší zvuk                                    | Ai-Ling Lee a Mildred Iatrou Morgan                     | nominace  |
| Oscar                                         | 26. února 2017     | Nejlepší zvukový mix                             | Andy Nelson, Ai-Ling Lee a Steve A. Morrow              | nominace  |
| Oscar                                         | 26. února 2017     | Nejlepší výprava                                 | David Wasco a Sandy Reynolds-Wasco                      | vítězství |
| Oscar                                         | 26. února 2017     | Nejlepší kamera                                  | Linus Sandgren                                          | vítězství |
| Oscar                                         | 26. února 2017     | Nejlepší návrhy kostýmů                          | Mary Zophres                                            | nominace  |
| Oscar                                         | 26. února 2017     | Nejlepší střih                                   | Tom Cross                                               | nominace  |
| Mezinárodní filmový festival v Palm Springs   | 2. ledna 2016      | Vanguard Award                                   | La La Land                                              | vítězství |
| Mezinárodní filmový festival v Santa Barbaře  | 3. února 2016      | Nejlepší herci roku                              | Ryan Gosling a Emma Stoneová                            | vítězství |
| Mezinárodní filmový festival v Santa Barbaře  | 3. února 2016      | Nejlepší režisér                                 | Damien Chazelle                                         | vítězství |
| Mezinárodní filmový festival v Santa Barbaře  | 3. února 2016      | Nejlepší kostýmy                                 | Mary Zophres                                            | vítězství |
| Mezinárodní filmový festival v Santa Barbaře  | 3. února 2016      | Nejlepší skladatel                               | Justin Hurwitz                                          | vítězství |
| Mezinárodní filmový festival v Santa Barbaře  | 3. února 2016      | Nejlepší filmová píseň                           | „City of Stars“                                         | vítězství |
| Phoenix Critics Circle                        | 17. prosince 2016  | Nejlepší film                                    | La La Land                                              | nominace  |
| Phoenix Critics Circle                        | 17. prosince 2016  | Nejlepší režisér                                 | Damien Chazelle                                         | vítězství |
| Phoenix Critics Circle                        | 17. prosince 2016  | Nejlepší herec                                   | Ryan Gosling                                            | nominace  |
| Phoenix Critics Circle                        | 17. prosince 2016  | Nejlepší herečka                                 | Emma Stoneová                                           | nominace  |
| Phoenix Critics Circle                        | 17. prosince 2016  | Nejlepší scénář                                  | Damien Chazelle                                         | nominace  |
| Phoenix Critics Circle                        | 17. prosince 2016  | Nejlepší skladatel                               | Justin Hurwitz                                          | vítězství |
| Phoenix Film Critics Society                  | 20. prosince 2016  | Nejlepší film                                    | La La Land                                              | vítězství |
| Phoenix Film Critics Society                  | 20. prosince 2016  | Nejlepší režisér                                 | Damien Chazelle                                         | vítězství |
| Phoenix Film Critics Society                  | 20. prosince 2016  | Nejlepší herec                                   | Ryan Gosling                                            | nominace  |
| Phoenix Film Critics Society                  | 20. prosince 2016  | Nejlepší herečka                                 | Emma Stoneová                                           | vítězství |
| Phoenix Film Critics Society                  | 20. prosince 2016  | Nejlepší obsazení                                | La La Land                                              | nominace  |
| Phoenix Film Critics Society                  | 20. prosince 2016  | Nejlepší původní scénář                          | Damien Chazelle                                         | nominace  |
| Phoenix Film Critics Society                  | 20. prosince 2016  | Nejlepší kamera                                  | Linus Sandgren                                          | vítězství |
| Phoenix Film Critics Society                  | 20. prosince 2016  | Nejlepší střih                                   | Tom Cross                                               | nominace  |
| Phoenix Film Critics Society                  | 20. prosince 2016  | Nejlepší původní instrumentální hudba            | Justin Hurwitz                                          | vítězství |
| Phoenix Film Critics Society                  | 20. prosince 2016  | Nejlepší výprava                                 | David Wasco                                             | vítězství |
| Phoenix Film Critics Society                  | 20. prosince 2016  | Nejlepší kostýmy                                 | Mary Zophres                                            | nominace  |
| Phoenix Film Critics Society                  | 20. prosince 2016  | Nejlepší filmová píseň                           | „City of Stars“                                         | vítězství |
| Phoenix Film Critics Society                  | 20. prosince 2016  | Nejlepší filmová píseň                           | „Audtion (The Fools Who Dream)“                         | nominace  |
| Producers Guild Awards                        | 28. ledna 2017     | Nejlepší producenti – film                       | La La Land                                              | vítězství |
| San Diego Film Critics Society                | 12. prosince 2016  | Nejlepší film                                    | La La Land                                              | 2. místo  |
| San Diego Film Critics Society                | 12. prosince 2016  | Nejlepší režisér                                 | Damien Chazelle                                         | 2. místo  |
| San Diego Film Critics Society                | 12. prosince 2016  | Nejlepší herec                                   | Ryan Gosling                                            | nominace  |
| San Diego Film Critics Society                | 12. prosince 2016  | Nejlepší herečka                                 | Emma Stoneová                                           | 2. místo  |
| San Diego Film Critics Society                | 12. prosince 2016  | Nejlepší původní scénář                          | Damien Chazelle                                         | nominace  |
| San Diego Film Critics Society                | 12. prosince 2016  | Nejlepší střih                                   | Tom Cross                                               | nominace  |
| San Diego Film Critics Society                | 12. prosince 2016  | Nejlepší kamera                                  | Linus Sandgren                                          | 2. místo  |
| San Diego Film Critics Society                | 12. prosince 2016  | Nejlepší produkční design                        | David Wasco                                             | 2. místo  |
| San Diego Film Critics Society                | 12. prosince 2016  | Nejlepší kostýmy                                 | Mary Zophres                                            | vítězství |
| San Diego Film Critics Society                | 12. prosince 2016  | Nejlepší původní instrumentální hudba            | Justin Hurwitz                                          | 2. místo  |
| San Diego Film Critics Society                | 12. prosince 2016  | Nejlepší vizuální efekty                         | La La Land                                              | nominace  |
| San Francisco Film Critics Circle             | 11. prosince 2016  | Nejlepší film                                    | La La Land                                              | nominace  |
| San Francisco Film Critics Circle             | 11. prosince 2016  | Nejlepší režisér                                 | Damien Chazelle                                         | nominace  |
| San Francisco Film Critics Circle             | 11. prosince 2016  | Nejlepší herec                                   | Ryan Gosling                                            | nominace  |
| San Francisco Film Critics Circle             | 11. prosince 2016  | Nejlepší původní scénář                          | Damien Chazelle                                         | nominace  |
| San Francisco Film Critics Circle             | 11. prosince 2016  | Nejlepší kamera                                  | Linus Sandgren                                          | nominace  |
| San Francisco Film Critics Circle             | 11. prosince 2016  | Nejlepší produkční design                        | David Wasco                                             | nominace  |
| San Francisco Film Critics Circle             | 11. prosince 2016  | Nejlepší původní instrumentální hudba            | Justin Hurwitz                                          | nominace  |
| San Francisco Film Critics Circle             | 11. prosince 2016  | Nejlepší střih                                   | Tom Cross                                               | nominace  |
| Satellite Award                               | 19. února 2017     | Nejlepší film                                    | La La Land                                              | vítězství |
| Satellite Award                               | 19. února 2017     | Nejlepší režisár                                 | Damien Chazelle                                         | nominace  |
| Satellite Award                               | 19. února 2017     | Nejlepší herec                                   | Ryan Gosling                                            | nominace  |
| Satellite Award                               | 19. února 2017     | Nejlepší herečka                                 | Emma Stoneová                                           | nominace  |
| Satellite Award                               | 19. února 2017     | Nejlepší původní scénář                          | Damien Chazelle                                         | nominace  |
| Satellite Award                               | 19. února 2017     | Nejlepší kamera                                  | Linus Sandgren                                          | nominace  |
| Satellite Award                               | 19. února 2017     | Nejlepší původní hudba                           | Justin Hurwitz                                          | vítězství |
| Satellite Award                               | 19. února 2017     | Nejlepší původní píseň                           | „Audition“ – Hurwitz, Pasek and Paul                    | nominace  |
| Satellite Award                               | 19. února 2017     | Nejlepší původní píseň                           | „City of Stars“ – Hurwitz, Pasek a Paul                 | vítězství |
| Satellite Award                               | 19. února 2017     | Nejlepší výprava                                 | David Wasco                                             | vítězství |
| Satellite Award                               | 19. února 2017     | Nejlepší střih                                   | Tom Cross                                               | nominace  |
| Satellite Award                               | 19. února 2017     | Nejlepší návrh kostýmů                           | Mary Zophres                                            | nominace  |
| Satellite Award                               | 19. února 2017     | Nejlepší zvuk                                    | Andy Nelson, Ai-Ling Lee, Steven Morrow, Mildred Iatrou | nominace  |
| Screen Actors Guild Awards                    | 29. ledna 2017     | Nejlepší herecký výkon v hlavní roli – herec     | Ryan Gosling                                            | nominace  |
| Screen Actors Guild Awards                    | 29. ledna 2017     | Nejlepší herecký výkon v hlavní roli – herečka   | Emma Stoneová                                           | vítězství |
| Seattle Film Critics Society                  | 5. ledna 2017      | Nejlepší film                                    | La La Land                                              | nominace  |
| Seattle Film Critics Society                  | 5. ledna 2017      | Nejlepší režisér                                 | Damien Chazelle                                         | nominace  |
| Seattle Film Critics Society                  | 5. ledna 2017      | Nejlepší herec                                   | Ryan Gosling                                            | nominace  |
| Seattle Film Critics Society                  | 5. ledna 2017      | Nejlepší herečka                                 | Emma Stoneová                                           | nominace  |
| Seattle Film Critics Society                  | 5. ledna 2017      | Nejlepší kamera                                  | Linus Sandgren                                          | nominace  |
| Seattle Film Critics Society                  | 5. ledna 2017      | Nejlepší střih                                   | Tom Cross                                               | nominace  |
| Seattle Film Critics Society                  | 5. ledna 2017      | Nejlepší skladatel                               | Justin Hurwitz                                          | nominace  |
| Seattle Film Critics Society                  | 5. ledna 2017      | Nejlepší kostýmy                                 | Mary Zophres                                            | nominace  |
| Seattle Film Critics Society                  | 5. ledna 2017      | Nejlepší výprava                                 | David Wasco a Sandy Raynolds-Wasco                      | nominace  |
| Southeastern Film Critics Association         | 19. prosince 2016  | Nejlepší film                                    | La La Land                                              | 3. místo  |
| Southeastern Film Critics Association         | 19. prosince 2016  | Nejlepší režisér                                 | Damien Chazelle                                         | vítězství |
| Southeastern Film Critics Association         | 19. prosince 2016  | Nejlepší kamera                                  | Linus Sandgren                                          | vítězství |
| St. Louis Film Critics Association            | 18. prosince 2016  | Nejlepší film                                    | La La Land                                              | vítězství |
| St. Louis Film Critics Association            | 18. prosince 2016  | Nejlepší režisér                                 | Damien Chazelle                                         | vítězství |
| St. Louis Film Critics Association            | 18. prosince 2016  | Nejlepší původní scénář                          | Damien Chazelle                                         | nominace  |
| St. Louis Film Critics Association            | 18. prosince 2016  | Nejlepší herec                                   | Ryan Gosling                                            | nominace  |
| St. Louis Film Critics Association            | 18. prosince 2016  | Nejlepší herečka                                 | Emma Stoneová                                           | nominace  |
| St. Louis Film Critics Association            | 18. prosince 2016  | Nejlepší kamera                                  | Linus Sandgren                                          | vítězství |
| St. Louis Film Critics Association            | 18. prosince 2016  | Nejlepší střih                                   | Tom Cross                                               | 2. místo  |
| St. Louis Film Critics Association            | 18. prosince 2016  | Nejlepší vizuální efekty                         | La La Land                                              | nominace  |
| St. Louis Film Critics Association            | 18. prosince 2016  | Nejlepší výprava                                 | David Wasco                                             | 2. místo  |
| St. Louis Film Critics Association            | 18. prosince 2016  | Nejlepší skladatel                               | Justin Hurwitz                                          | vítězství |
| St. Louis Film Critics Association            | 18. prosince 2016  | Nejlepší soundtrack                              | La La Land                                              | 2. místo  |
| St. Louis Film Critics Association            | 18. prosince 2016  | Nejlepší filmová píseň                           | „Audition (The Fools Who Dream)“                        | vítězství |
| St. Louis Film Critics Association            | 18. prosince 2016  | Nejlepší filmová píseň                           | „City of Stars“                                         | 2. místo  |
| St. Louis Film Critics Association            | 18. prosince 2016  | Nejlepší scéna                                   | první taneční scéna „Another Day of Sun“                | vítězství |
| Toronto International Film Festival           | 18. září 2016      | Ocenění publika                                  | Damien Chazelle                                         | vítězství |
| Toronto Film Critics Association              | 11. prosinec 2016  | Nejlepší režisér                                 | Damien Chazelle                                         | 2. místo  |
| Utah Film Critics Association                 | 18. prosince 2016  | Nejlepší film                                    | La La Land                                              | vítězství |
| Utah Film Critics Association                 | 18. prosince 2016  | Nejlepší režisér                                 | Damien Chazelle                                         | 2. místo  |
| Utah Film Critics Association                 | 18. prosince 2016  | Nejlepší herečka                                 | Emma Stoneová                                           | vítězství |
| Utah Film Critics Association                 | 18. prosince 2016  | Nejlepší kamera                                  | Linus Sandgren                                          | vítězství |
| Utah Film Critics Association                 | 18. prosince 2016  | Nejlepší skladatel                               | Justin Hurwitz                                          | vítězství |
| Vancouver Film Critics                        | 20. prosince 2016  | Nejlepší film                                    | La La Land                                              | nominace  |
| Vancouver Film Critics                        | 20. prosince 2016  | Nejlepší režisér                                 | Damien Chazelle                                         | nominace  |
| Vancouver Film Critics                        | 20. prosince 2016  | Nejlepší herec                                   | Ryan Gosling                                            | nominace  |
| Washington D.C. Area Film Critics Association | 5. prosince 2016   | Nejlepší film                                    | La La Land                                              | vítězství |
| Washington D.C. Area Film Critics Association | 5. prosince 2016   | Nejlepší režisér                                 | Damien Chazelle                                         | vítězství |
| Washington D.C. Area Film Critics Association | 5. prosince 2016   | Nejlepší herec                                   | Ryan Gosling                                            | nominace  |
| Washington D.C. Area Film Critics Association | 5. prosince 2016   | Nejlepší herečka                                 | Emma Stoneová                                           | nominace  |
| Washington D.C. Area Film Critics Association | 5. prosince 2016   | Nejlepší původní scénář                          | Damien Chazelle                                         | vítězství |
| Washington D.C. Area Film Critics Association | 5. prosince 2016   | Nejlepší filmová architektura                    | David Wasco a Sandy Reynolds-Wasco                      | vítězství |
| Washington D.C. Area Film Critics Association | 5. prosince 2016   | Nejlepší kamera                                  | Linus Sandgren                                          | vítězství |
| Washington D.C. Area Film Critics Association | 5. prosince 2016   | Nejlepší střih                                   | Tom Cross                                               | vítězství |
| Washington D.C. Area Film Critics Association | 5. prosince 2016   | Nejlepší skladatel                               | Justin Hurwitz                                          | vítězství |
| Whistler Film Festival                        | 4. prosince 2016   | Ocenění publika                                  | Damien Chazelle (režie)                                 | vítězství |
| Whistler Film Festival                        | 4. prosince 2016   | Ocenění publika                                  | Black Label Media (produkční společnost)                | vítězství |
| Writers Guild of America Awards               | 19. února 2017     | Nejlepší původní scénář                          | Damien Chazelle                                         | nominace  |
| Zlatý glóbus                                  | 8. ledna 2017      | Nejlepší film – muzikál nebo komedie             | La La Land                                              | vítězství |
| Zlatý glóbus                                  | 8. ledna 2017      | Nejlepší herec – muzikál nebo komedie            | Ryan Goslin                                             | vítězství |
| Zlatý glóbus                                  | 8. ledna 2017      | Nejlepší herečka – muzikál nebo komedie          | Emma Stoneová                                           | vítězství |
| Zlatý glóbus                                  | 8. ledna 2017      | Nejlepší režisér                                 | Damien Chazelle                                         | vítězství |
| Zlatý glóbus                                  | 8. ledna 2017      | Nejlepší scenárista                              | Damien Chazelle                                         | vítězství |
| Zlatý glóbus                                  | 8. ledna 2017      | Nejlepší skladatel                               | Justin Hurwitz                                          | vítězství |
| Zlatý glóbus                                  | 8. ledna 2017      | Nejlepší původní skladba                         | „City of Stars“ – Justin Hurwitz, Pasek and Paul        | vítězství |